# تيري إليس
تيري إليس (بالإنجليزية: Terry Ellis)‏ هي مغنية وموسيقية أمريكية، ولدت في 5 سبتمبر 1963 في هيوستن في الولايات المتحدة.

## وصلات خارجية
- تيري إليس على موقع IMDb (الإنجليزية)
- تيري إليس على موقع ميوزك برينز (الإنجليزية)
- تيري إليس على موقع قاعدة بيانات الأفلام السويدية (السويدية)
- تيري إليس على موقع أول ميوزيك (الإنجليزية)
- تيري إليس على موقع ديسكوغز (الإنجليزية)
- تيري إليس على موقع قاعدة بيانات الفيلم (الإنجليزية)